# Даџ Сити (Канзас)
Даџ Сити (енгл. Dodge City) град је у америчкој савезној држави Канзас.

## Демографија
По попису из 2010. године број становника је 27.340, што је 2.164 (8,6%) становника више него 2000. године.
| Група             | 2000.          | 2010.          |
| Белци             | 12.974 (51,5%) | 10.173 (37,2%) |
| Афроамериканци    | 488 (1,9%)     | 672 (2,5%)     |
| Азијати           | 596 (2,4%)     | 435 (1,6%)     |
| Хиспаноамериканци | 10.793 (42,9%) | 15.730 (57,5%) |
| Укупно            | 25.176         | 27.340         |